# Volo Alas Chiricanas 901
Il volo Alas Chiricanas 901, registrato HP-1202AC, era un Embraer EMB 110 Bandeirante in volo dalla città di Colón a Panama che esplose poco dopo la partenza dall'Aeroporto Enrique Adolfo Jiménez la notte del 19 luglio 1994. Tutti i 21 a bordo, compresi 12 ebrei, morirono. Sia le autorità panamensi che quelle americane classificarono l'attentato come un crimine irrisolto e un atto di terrorismo.
Il relitto del Bandeirante si sparse sulle montagne di Santa Rita vicino a Colón. Gli investigatori panamensi stabilirono rapidamente che l'esplosione era stata causata da una bomba, probabilmente fatta esplodere da un attentatore suicida a bordo dell'aereo. Solo un corpo non è stato reclamato dai parenti, e si ritiene che appartenesse ad un uomo di nome Jamal Lya. I funzionari sospettavano che l'incidente fosse un atto di terrorismo di Hezbollah diretto contro gli ebrei in parte perché avvenuto un giorno dopo l'attentato dell'AMIA a Buenos Aires, e per un'espressione di sostegno di "Ansar Allah", un affiliato di Hezbollah in Sud America.
Nel 2018, il presidente di Panama Juan Carlos Varela affermò che "prove recenti" e rapporti di intelligence "mostrano chiaramente che si trattava di un attacco terroristico" e che avrebbe chiesto alle autorità locali e internazionali di riaprire le indagini. L'FBI nelle sue indagini identificò l'autore come un passeggero di nome Ali Hawa Jamal.